# (472262) 2014 QN441
(472262) 2014 QN441 est un objet transneptunien de magnitude absolue 6,7. Son diamètre est estimé à 201 km.